# Monumento a Bogdán Jmelnitski

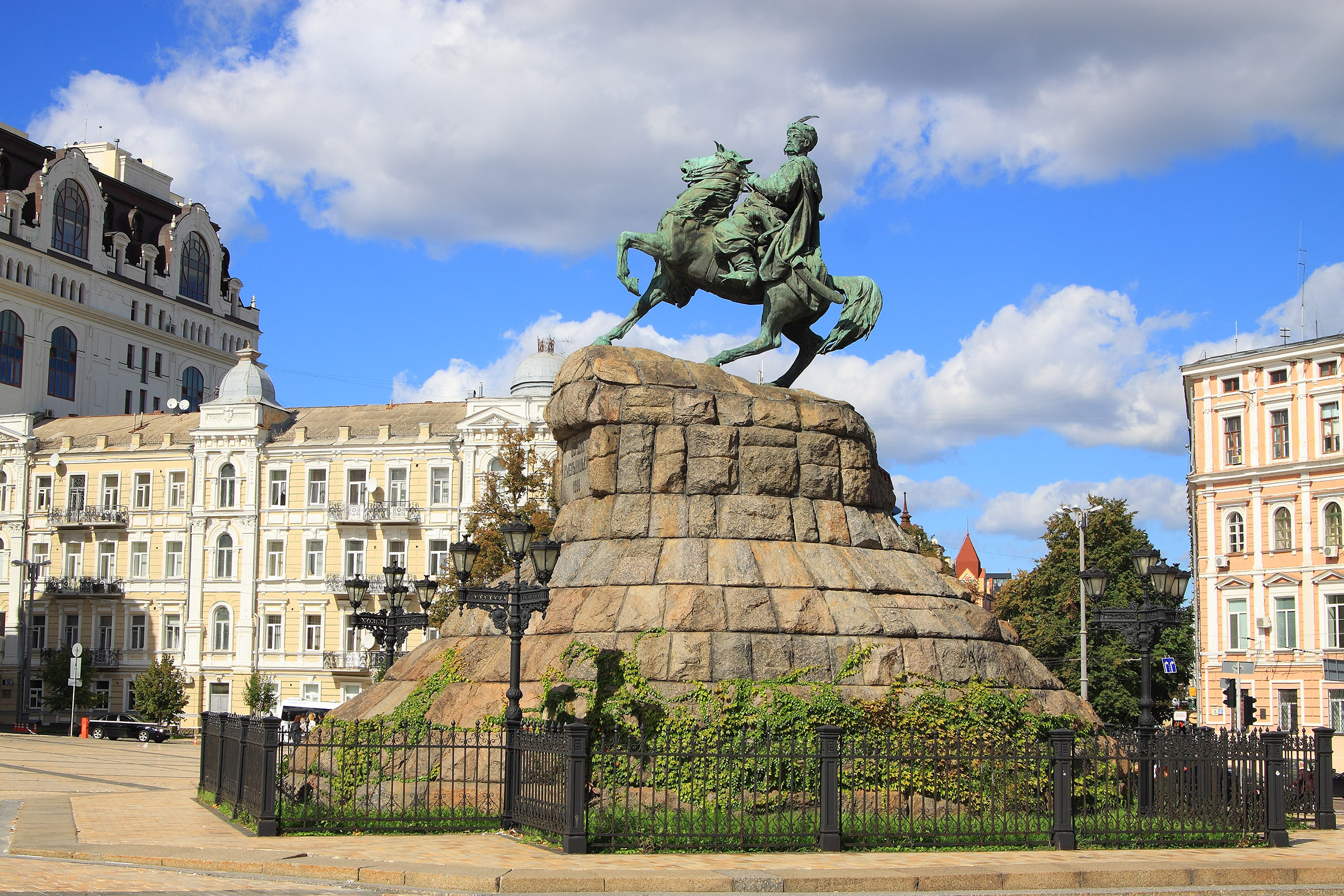
El monumento a Bogdán Jmelnitski en Kiev

El monumento a Bogdán Jmelnitski (en ucraniano: Пам'ятник Богданові Хмельницькому, Pamiatnyk Bohdanovi Jmelnytskomu) es un monumento representativo de Kiev (Ucrania). Hecho en honor del atamán cosaco Bogdán Jmelnitski, importante figura militar y política en la historia de Ucrania. Fue erigido en 1888 bajo el diseño del escultor Mijaíl Mikeshin.
El monumento se encuentra en la céntrica plaza de Sofía (confluencia de las calles de Volodymyr, Rylsk y Sofía), enfrente de la Catedral de Santa Sofía, en el distrito de Shevchenko de la capital ucraniana. Alineada a esta plaza, y separada por el paseo de Volodymyr, se encuentra a unos 300 m al nordeste la plaza de San Miguel, que alberga el Monasterio de San Miguel de las Cúpulas Doradas y el monumento a la princesa Olga.

## Personaje
Bogdán Jmelnitski es una especie de héroe nacional de Ucrania, entre otras cosas, porque encabezó en 1648 el levantamiento cosaco en territorio ucraniano contra la opresión ejercida por la szlachta, la nobleza de la Mancomunidad de Polonia-Lituania; lo que ocasionó la liberación del régimen polaco-lituano. Como consecuencia, él fue el encargado de firmar el Tratado de Pereyáslav de 1654, que estableció la alianza, y posterior unificación, de los pueblos cosacos y ucraniano con el Zarato de Rusia.

## Historia
La idea de crear un monumento a Jmelnitski en Kiev viene por iniciativa del historiador, profesor Nikolái Kostomarov de la Universidad de Kiev sobre el año 1840. La realización del monumento se hizo posible gracias al profesor Mijaíl Yuzefóvich, jefe de la Comisión para el Estudio de Textos Antiguos de Kiev, quien presentó el plan al Gobierno imperial en 1860. Después de recibir el permiso correspondiente, encargó el diseño al reconocido escultor Mijaíl Mikeshin, célebre por su monumento Milenario de Rusia del Kremlin de Nóvgorod.

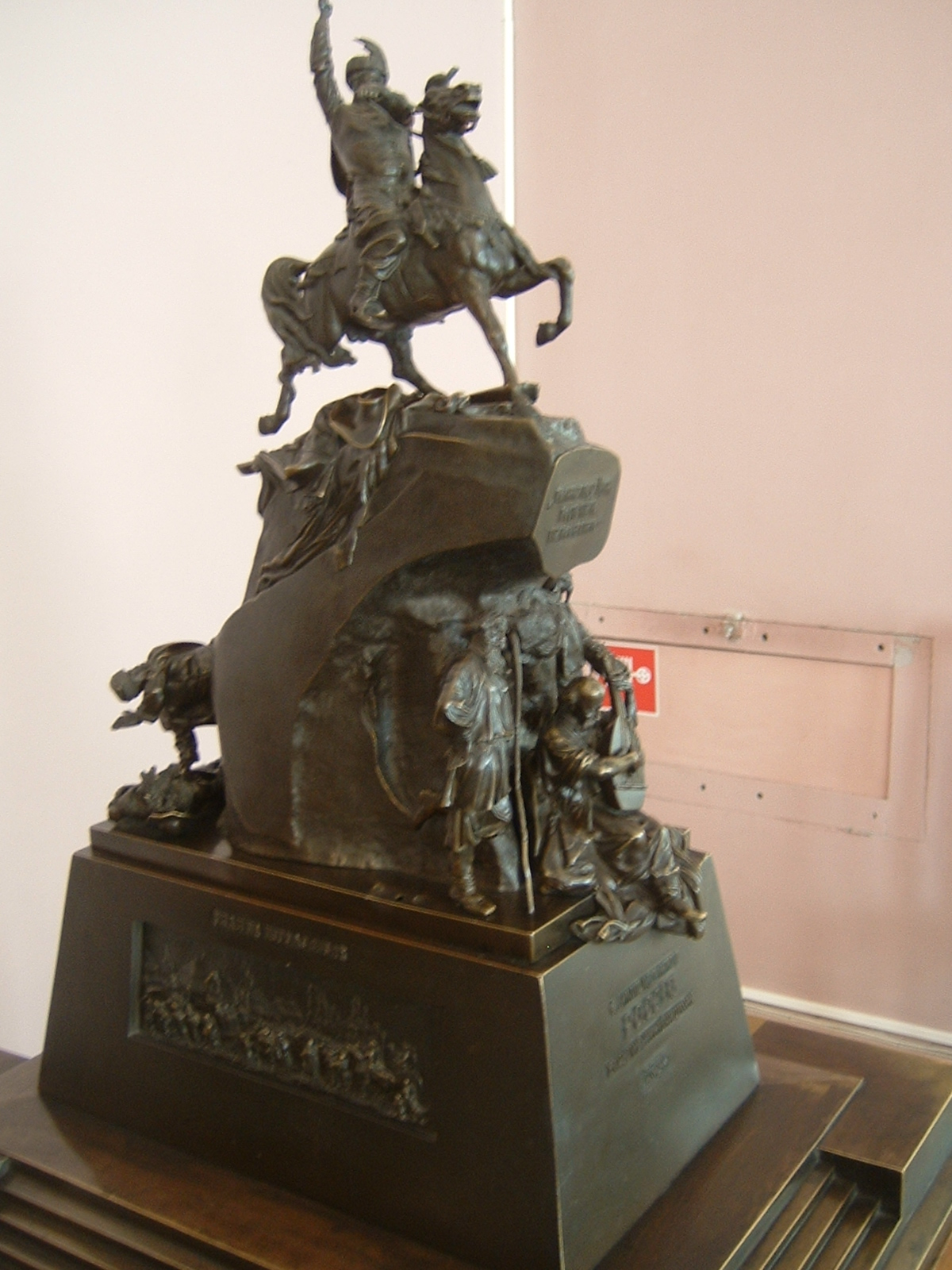
Diseño original con las figuras del noble polaco, el judío y el jesuita vencidos por el comandante

El primer diseño fue polémico por su fuerte carga nacionalista: sobre un pedestal de granito se alza la figura del atamán sobre un caballo rampante, al borde de un acantilado. Bajo las patas del caballo se ven las figuras de un noble polaco, un comerciante judío y un jesuita, cayendo del acantilado, vencidos por el paso del comandante; enfrente y tallados en altorrelieve sobre la piedra que representa la pared del acantilado se encuentra un juglar ciego con su kobza, bordeado por cuatro hombres que simbolizan a los pueblos bielorruso, ucraniano, ruso y ruso de Galitzia. En las paredes del pedestal se ven grabados bajorrelieves que representan episodios de la batalla de Zbarazh y de la entrada triunfal del ejército de Jmelnitski a Kiev.
Debido a la falta de fondos para su construcción, se decidió reducir el monumento solo a la figura del atamán dejando fuera la parte polémica. En 1877 se presentó el modelo final y en 1879 la composición fue hecha en metal en la planta de fundición de San Petersburgo (el Departamento de Marina donó unas 26 t de chatarra de cobre proveniente de barcos viejos). 
El lugar para el monumento fue también objeto de disputas. Se decidió instalarlo en la plaza de Sofía, pero por problemas en la ubicación de la figura enfrente del campanario de la catedral (la maza del jinete tenía que apuntar hacia Polonia, lo que hacía que el caballo quedara de espaldas al campanario, mostrando la cola a los fieles), el clero de Kiev mostró su desacuerdo. El problema se resolvió modificando la posición de la escultura. Además, el emplazamiento final del monumento no fue realizado hasta ocho años más tarde, por falta de un pedestal apropiado (en esos años el monumento estuvo en el patio de la antigua oficina de la Policía sobre unos tablones de madera); el diseñado originalmente resultó ser muy caro. Al final se reunió una cantidad mínima de dinero y se contó con la donación de bloques de granito que sobraban de la construcción de un puente; así pudo el arquitecto Vladímir Nikolayev iniciar la construcción del pedestal.
El 11 de juliojul./ 23 de julio de 1888greg., durante la celebración del 900º aniversario de la cristianización del Rus de Kiev, se inauguró oficialmente el monumento.

## Descripción

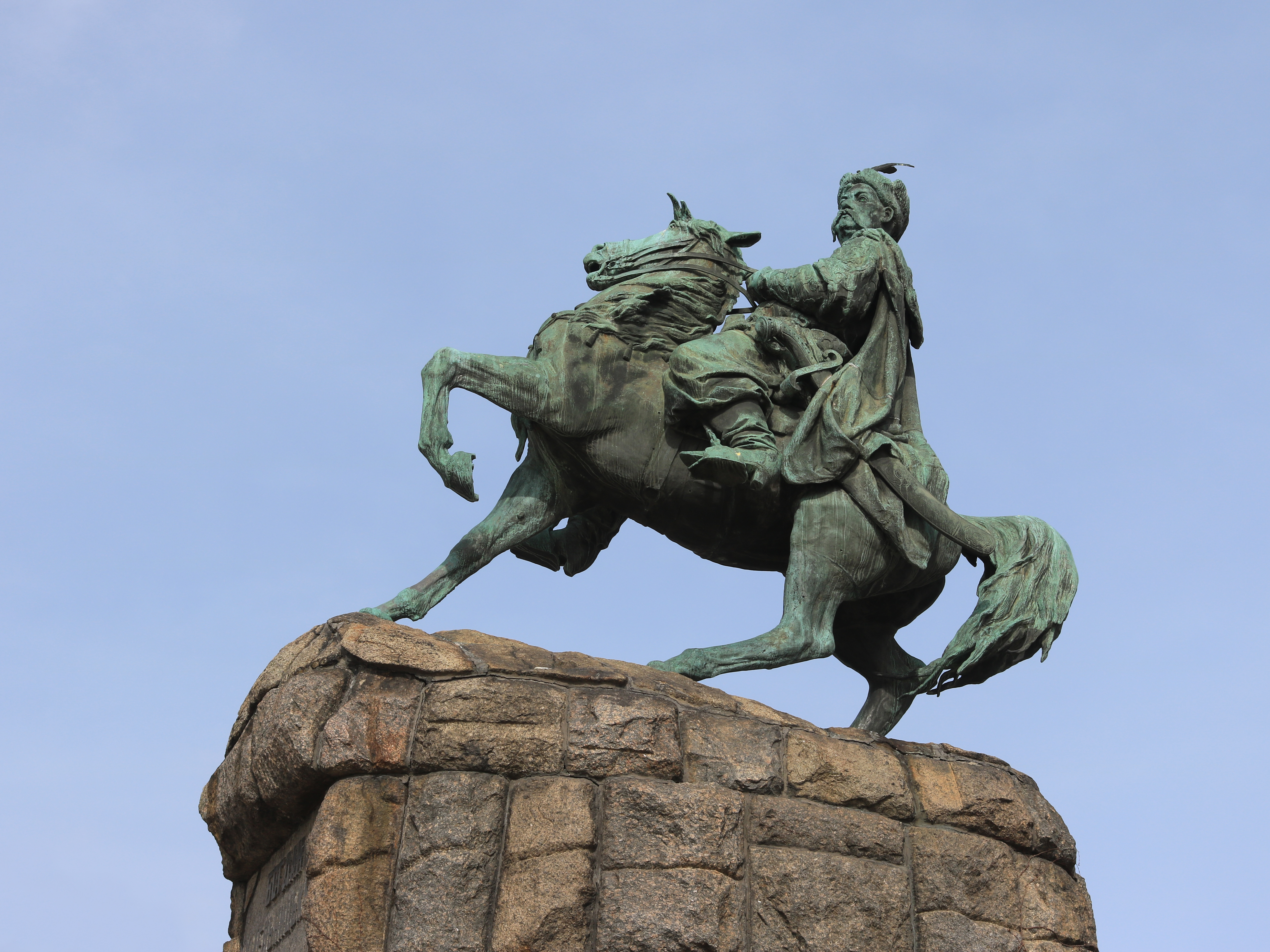
Detalle de la escultura

El monumento a Bogdán Jmelnitski tiene una fuerte carga dinámica, como si el jinete con su pose y actitud tratara de convocar a la gente a su alrededor. La escultura es similar a la del prototipo, así como los detalles de la vestimenta. El pedestal es relativamente bajo, lo que brinda al espectador una buena vista al conjunto y a cada uno de sus detalles, que fueron trabajados cuidadosamente. La altura total del monumento a 10,85 m.
Las inscripciones originales del pedestal que rezaban «Para Bohdán Jmelnitski. Rusia única e indivisible» y «Queremos el Zar ortodoxo del Oriente», simbolizando la alianza con la Rusia zarista, fueron retiradas en 1919, y en 1924 se incorporó la inscripción «Богдан Хмельницкий 1888» (Bogdán Jmelnitski 1988), que permanece hasta nuestros días.

## Reproducción conmemorativa

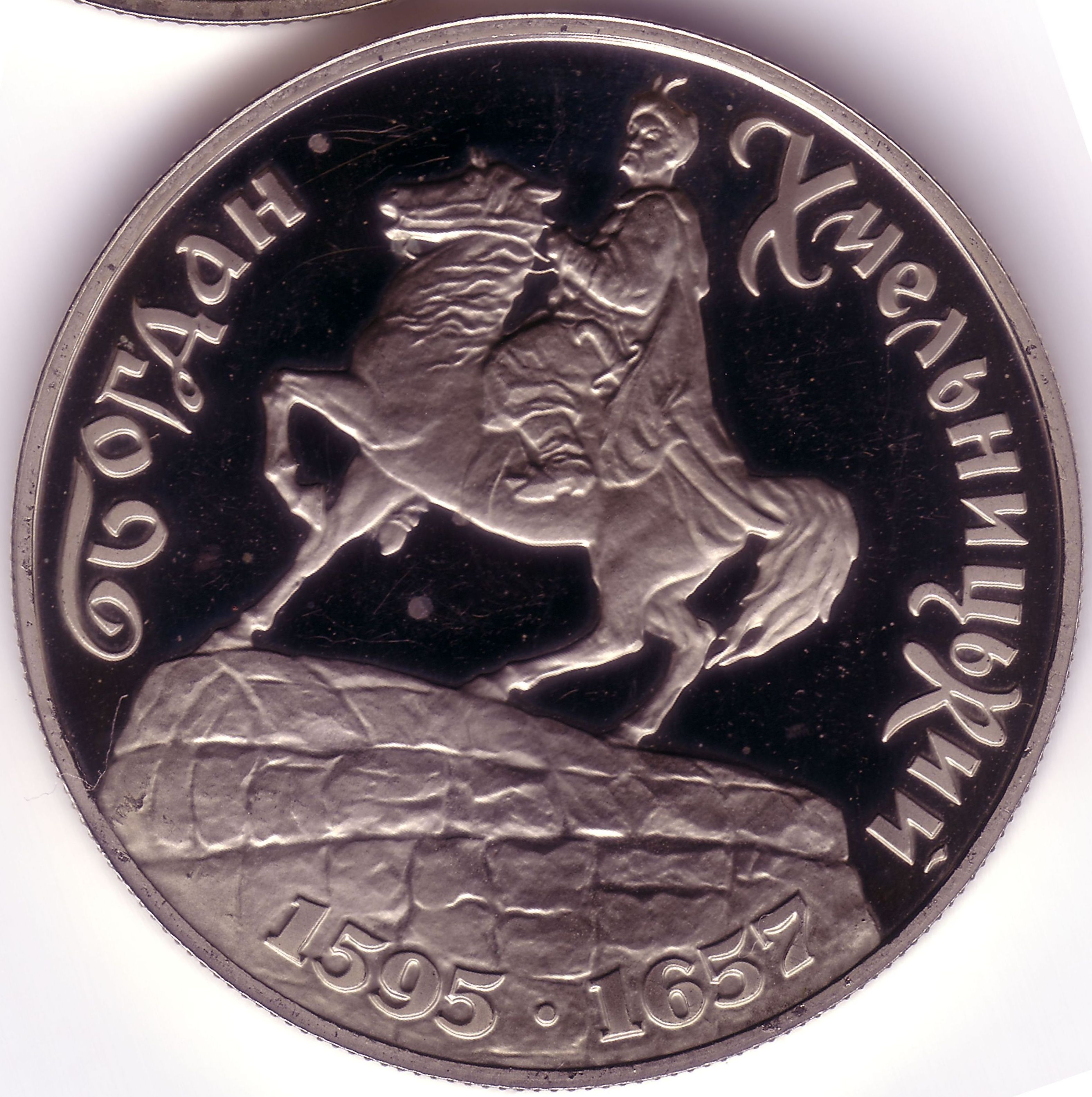
Reverso de la moneda conmemorativa de 1995
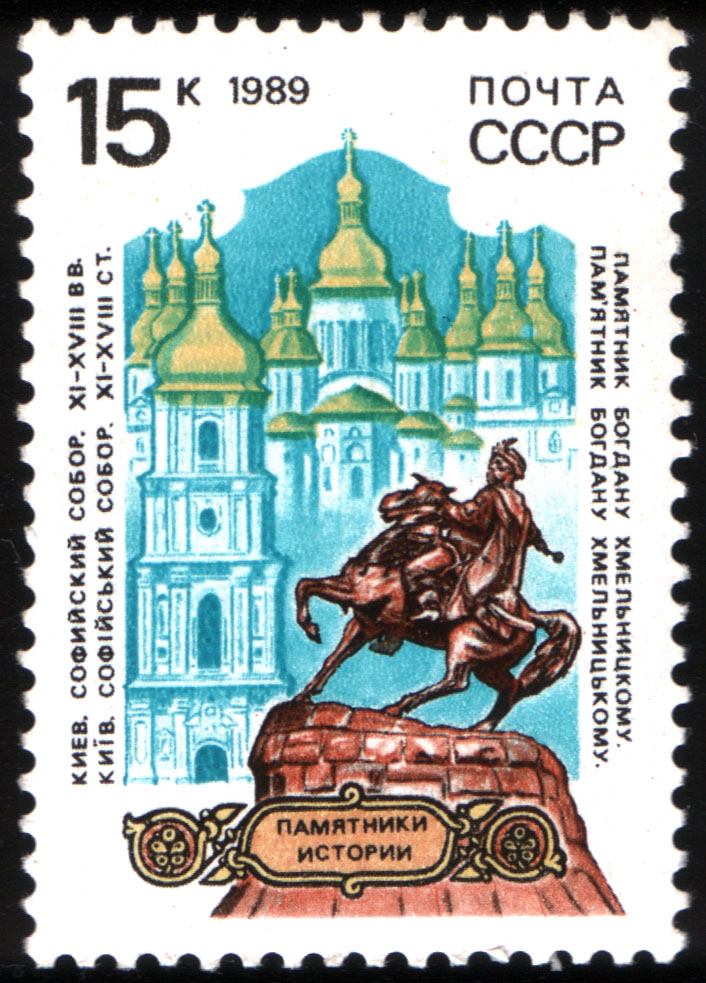
Sello de la URSS de 1989
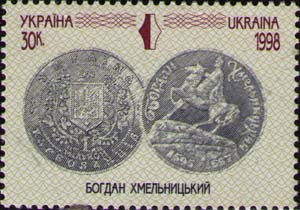
Sello de Ucrania de 1998
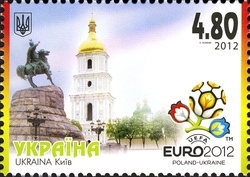
Sello de Ucrania de 2012
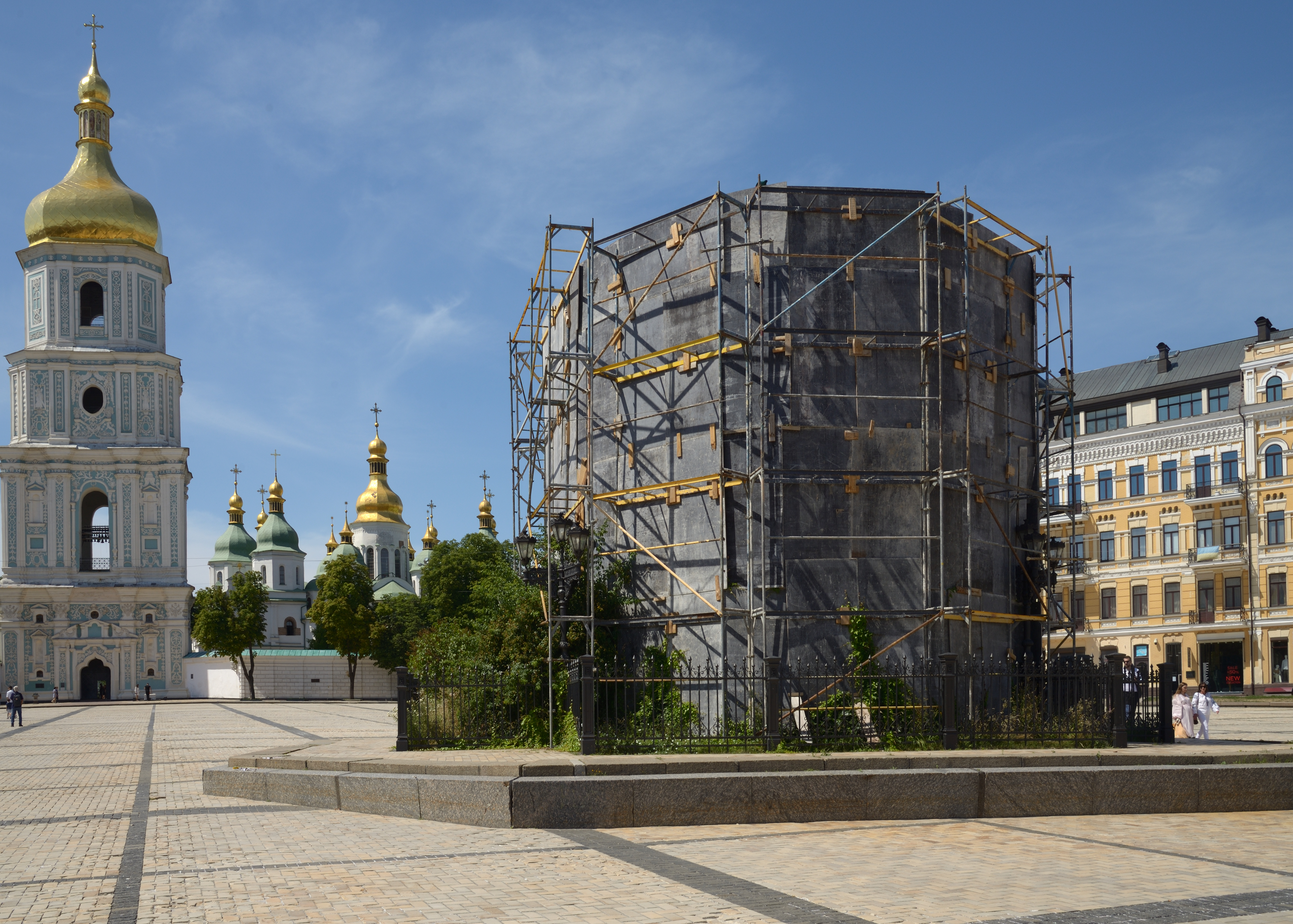
Monumento protegido de los bombardeos rusos. Julio 2022

- El reverso de la moneda conmemorativa de Ucrania de 200.000 UAK, acuñada el 19 de julio de 1995 en plata alemana.
- El reverso de la moneda conmemorativa de Ucrania de 1.000.000 UAK, acuñada el 21 de junio de 1996 en plata.
- El sello emitido por la Unión Soviética, Pochta SSSR, en 1954 bajo el título «300 años de la unión de Ucrania y Rusia» con valor facial de 0,60 RUS.
- El sello emitido por la Unión Soviética el 20 de noviembre de 1989 bajo el título «Monumentos históricos» con valor facial de 0,15 RUS (junto con la Catedral de Santa Sofía).
- El sello emitido por los Correos de Ucrania, Ukrposhta, el 8 de mayo de 1998 bajo el título «Monedas de Ucrania – pasado y presente» con valor facial de 0,30 UAH (el sello muestra el anverso y reverso de la segunda moneda descrita arriba).
- El sello emitido por los Correos de Ucrania el 28 de mayo de 2012 de la serie «UEFA EURO 2012 – Ciudades sedes» con valor facial de 4,80 UAH (el sello muestra además el campanario de la Catedral de Santa Sofía y el logotipo de la Eurocopa).